# Un hectar de cer
Un hectar de cer (titlul original: în italiană Un ettaro di cielo) este un film de comedie italian, realizat în 1958 de regizorul Aglauco Casadio, protagoniști fiind actorii Marcello Mastroianni, Rosanna Schiaffino, Carlo Pisacane și Silvio Bagolini.

## Rezumat
Într-un sat îndepărtat, între smârcuri și mlaștini, se ține în fiecare an un târg care atrage un număr bun de vânzători, îmietori și șarlatani. Printre altele, Severino Balestra, un „reprezentant”, care își trăiește viața vânzând cele mai disparate produse, sosește la timp cu camioneta lui. Severino este un tânăr cu suflet deschis, modalități cordiale, înzestrat cu o imaginație fervescentă care sugerează cele mai absurde invenții. 
Așa că într-o seară îi spune unui grup de bătrâni naivi și simpli, prieteni de-ai săi, că la Roma, o minune a progresului, se vând loturi de cer. Pentru Severino nu contează, este o fantezie ca multe altele, dar bătrânii o iau în serios și decid să cumpere un hectar de cer prin Severino, căruia îi plătesc o sumă modestă. Între timp, naratorul imaginativ o vede din nou pe Marina în sat, care s-a făcut o fată frumoasă, se îndrăgostește de ea, iar ea ajunge să-i accepte atenția.
Bătrânii, acum stăpâni ai unui hectar de cer, abia așteaptă să-l stăpânească și pentru a grăbi acest moment, se hotărăsc să moară. Odată ajunși pe o barcă, porniți în larg, încearcă să se cufunde în apă dar ating fundul, pe de altă parte, găsesc multe anghile, care le permit să-și satisfacă apetitul nesatisfăcut.
După aceea trag un pui de somn în aceeași barcă, care rămasă fără ghid, pleacă în derivă pe apă și e amenințată cu naufragiu. Din fericire, Garibaldi, păstrătorul apelor deținute de stat, îi urmărește pe bătrâni și îi salvează de la naufragiu. Severino, cauza involuntară a tuturor necazurilor, și-a pierdut temporar buna dispoziție, dar a doua zi, după ce a primit iertarea prietenilor, își recapătă liniștea obișnuită, în timp ce părăsește satul cu Marina, cu care s-a logodit.

## Distribuție
- Marcello Mastroianni – Severino Balestra
- Rosanna Schiaffino – Marina
- Carlo Pisacane – Cleto, bărbierul
- Silvio Bagolini – Germinal
- Aristide Spelta – Bixio
- Luigi De Martino – Alfredo
- Salvatore Cafiero – Nicola
- Polidor – Pedretti
- Ignazio Leone – Riccardo
- Nino Vingelli – impresarul
- Marina De Giorgio – Mary II
- Lia Ferrel – Mary I
- Felice Minotti – Omero
- Leonilde Montesi – Derna
- Nicoletta Bongiorno – femeia tun
- Enrico Mangini – imbonitore
- Ettore Jannetti – vânzătorul de porci
- Luigi Scavran – vânzătorul de păsări
- Renato Terra Caizzi – gardianul tânăr
- Franca Droghetti – soția vânzătorului de păsări